# Sphincterochilidae
Sphincterochilidae – rodzina ślimaków płucodysznych z nadrodziny Helicoidea.
Są to naziemne ślimaki kserotermofilne, znane z obszaru śródziemnomorskiego. Typem rodziny jest rodzaj Sphincterochila Ancey, 1887. Z miocenu Hiszpanii znany jest rodzaj Asensidea Calzada, 2002.